# Георги Коджабашиев (политик)
Вижте пояснителната страница за други личности с името Георги Коджабашиев.
Георги Коджабашиев (на македонска литературна норма: Ѓорѓи Коџабашиев) е икономист и политик от Северна Македония.

## Биография
Роден е на 12 декември 1962 година в град Титов Велес, тогава във Федеративна народна република Югославия. Завършва икономика в Скопския университет.
В 2011 година е избран за депутат от ВМРО – Демократическа партия за македонско национално единство в Събранието на Република Македония.
На 30 юни 2014 година замества станалия министър на здравеопазването Никола Тодоров като депутат от ВМРО-ДПМНЕ.